# Udavské
Udavské es un municipio del distrito de Humenné en la región de Prešov, Eslovaquia, con una población estimada a final del año 2024 de 1232 habitantes.
Se encuentra ubicado al sureste de la región, cerca de los ríos Cirocha y Laborec (cuenca hidrográfica del río Tisza) y de la frontera con la región de Košice.

## Demografía
| Año        | 1994 | 2004    | 2014    | 2024    |
| ---------- | ---- | ------- | ------- | ------- |
| Población  | 1230 | 1277    | 1217    | 1232    |
| Diferencia |      | +3,82 % | −4,69 % | +1,23 % |

| Año        | 2023 | 2024    |
| ---------- | ---- | ------- |
| Población  | 1241 | 1232    |
| Diferencia |      | −0,72 % |